# Pyreneiska freden
Pyreneiska freden var ett fredsfördrag mellan Frankrike och Spanien 1659, efter det fransk-spanska kriget 1635–1659. Spanien fick avträda Roussillon, övre Cerdagne och stora delar av Artois till Frankrike och några städer i Flandern till Luxemburg. Frankrike erhöll också områden i Lorraine. Spanien återfick istället Charolles av Frankrike. Det tuffa fredsfördraget för Spanien bekräftade Frankrikes ställning som Europas ledande stormakt. I det då katalansktalande Roussillon har franskan kommit att ta över rollen som dominerande språk.

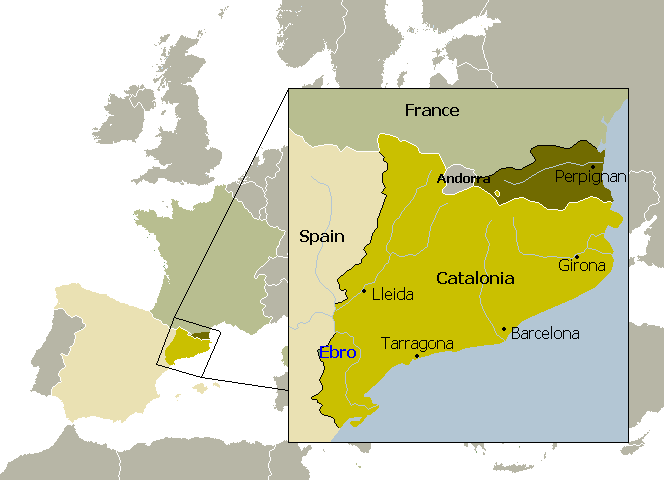
Karta som visar de delar av Katalonien som Spanien fick avträda till Frankrike vid fredsfördraget. De ligger numera inom det franska departementet Pyrénées-Orientales och har tillhört Frankrike alltsedan fredsfördraget.